# Czesław Prądzyński
Czesław Prądzyński (ur. 24 sierpnia 1960 w Piecach) – polski lekkoatleta, sprinter.

## Kariera
Startował w mistrzostwach świata w 1983 w Helsinkach w sztafecie 4 × 100 metrów; zajął wraz z kolegami 6. miejsce w finale. Dwukrotnie wystąpił w halowych mistrzostwach Europy (w Budapeszcie (1983) i Göteborgu (1984)) w biegu na 200 metrów, ale nie wszedł do finału. Reprezentował Polskę w trzech finałach Pucharu Europy: w 1983 w sztafetach 4 × 100 metrów 4 × 400 metrów, w 1985 w sztafecie 4 × 100 metrów i w 1987 w biegu na 200 metrów i w sztafecie 4 × 100 metrów. W 1988 wygrał bieg na 200 metrów podczas zawodów lekkoatletycznych o nagrody dziennika Narodna Mladez w Bułgarii. Był zawodnikiem Floty Gdynia i Bałtyku Gdynia.

## Mistrzostwa Polski
Osiem razy był mistrzem Polski, trzykrotnie wicemistrzem i dwa razy brązowym medalistą (w biegach na 100 metrów, 200 metrów i sztafetach). Dwukrotnie zdobywał mistrzostwo i dwukrotnie wicemistrzostwo Polski w hali na 200 metrów.

## Rekordy życiowe
- bieg na 100 metrów – 10,32 s. (27 czerwca 1986, Grudziądz)[2]
- bieg na 200 metrów
  - 20,70 s. (23 czerwca 1984, Lublin) – 14. wynik w historii polskiego sprintu[2]
  - 20,5 s. (10 lipca 1982, Kijów) – pomiar ręczny[2]